# Carl Lewis
Frederick Carlton Lewis, detto Carl (Birmingham, 1º luglio 1961), è un ex velocista e lunghista statunitense.
Soprannominato Il figlio del vento, è considerato uno dei più grandi atleti di tutti i tempi, avendo vinto dieci medaglie olimpiche, delle quali nove d'oro e una d'argento, in quattro edizioni consecutive dei Giochi dal 1984 al 1996, che lo posizionano al sesto posto nella classifica degli sportivi con il maggior numero di medaglie d'oro olimpiche. Ha vinto inoltre otto medaglie d'oro, una d'argento e una di bronzo ai campionati mondiali di atletica leggera in quattro edizioni consecutive dal 1983 al 1993.
Per i suoi meriti sportivi, nel 2012 è stato inserito nella IAAF Hall of Fame.

## Biografia

### Gli inizi
Figlio di William ed Evelyn Lewis, entrambi ex atleti, Carl nacque a Birmingham, in Alabama, ma crebbe a Willingboro, nel New Jersey. Come la sorella minore Carol, si avvicinò all'atletica leggera in tenera età e a 13 anni iniziò a dedicarsi con costanza al salto in lungo.
Dopo essersi diplomato alla Willingboro High School, Carl nel 1979 iniziò a frequentare l'Università di Houston, gareggiando per la locale società. Nonostante non fosse un gran partente, grazie alla sua velocità cominciò a ottenere buoni risultati anche nelle gare di velocità.
Nel 1980 venne selezionato per la squadra olimpica statunitense, ma il boicottaggio americano dei Giochi olimpici di Mosca rinviò il suo esordio. Nella stagione seguente, Lewis ottenne le migliori prestazioni mondiali stagionali nei 100 m piani e nel salto in lungo.
Nel luglio 1982 effettuò un salto in lungo nullo misurato in 9,14 m (10 iarde).

### 1983-1988: i primi successi e la consacrazione mondiale

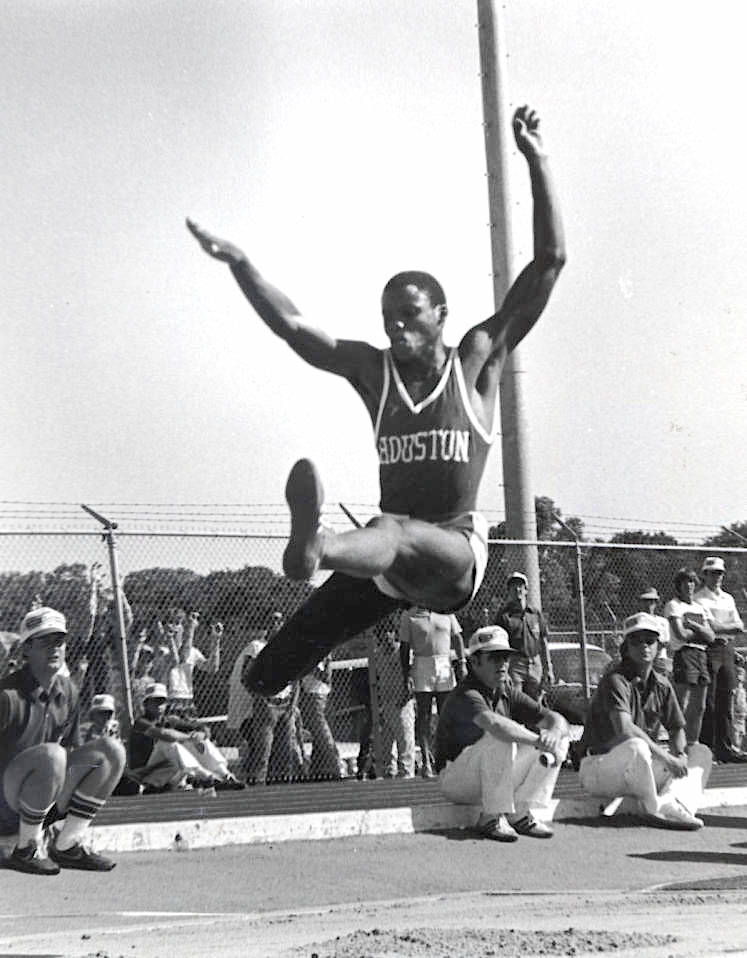
Carl Lewis impegnato nel salto in lungo con la maglia dell'Università di Houston

Nella prima edizione dei Mondiali di atletica leggera, a Helsinki nel 1983, Lewis ottenne i suoi primi titoli internazionali, conquistando la medaglia d'oro nei 100 m piani, nel salto in lungo e nella staffetta 4×100 m.
Ciò lo rese il grande favorito per i successivi Giochi olimpici di Los Angeles 1984, dove riuscì a ottenere una prestazione pari a quella di Jesse Owens nel 1936, vincendo quattro medaglie d'oro, nei 100 m piani, 200 m piani, salto in lungo e staffetta 4×100 m.
Ai Mondiali di Roma 1987 arrivò secondo nella finale dei 100 m, battuto dal canadese Ben Johnson, che in quella gara ottenne il record mondiale con il tempo di 9"83. Si rifece nelle gare di salto in lungo e della staffetta 4×100 m, dove conquistò l'oro.
L'anno seguente Lewis si presentò ai Giochi olimpici di Seul 1988, con l'intenzione di conquistare altri quattro ori olimpici, ma le cose non andarono come previsto. Lewis arrivò secondo nei 100 m correndo in 9"92, preceduto nuovamente da Ben Johnson, e nei 200 m venne battuto a sorpresa dal connazionale Joe DeLoach per pochi centesimi. Infine la squadra statunitense nella staffetta 4×100 m venne squalificata nelle batterie, nelle quali Lewis non corse, a causa di un cambio irregolare. Solo la gara del salto in lungo andò secondo le attese e Lewis, con la misura di 8,72 m, non ebbe problemi a difendere il titolo, terminando sul gradino più alto di un podio tutto statunitense.
Successivamente accadde un fatto senza precedenti: Ben Johnson venne trovato positivo ai test antidoping e ammise di aver fatto uso di sostanze dopanti anche negli anni precedenti. In seguito a queste dichiarazioni Johnson fu squalificato e le sue medaglie d'oro del 1987 e 1988 furono ritirate, di conseguenza Lewis ricevette il titolo di campione mondiale e olimpico nei 100 m. Inoltre i record di Johnson furono cancellati e il 9"92 realizzato da Lewis nella finale olimpica divenne il nuovo record mondiale della specialità.

### 1989-1995: il duello con Powell e i nuovi successi internazionali

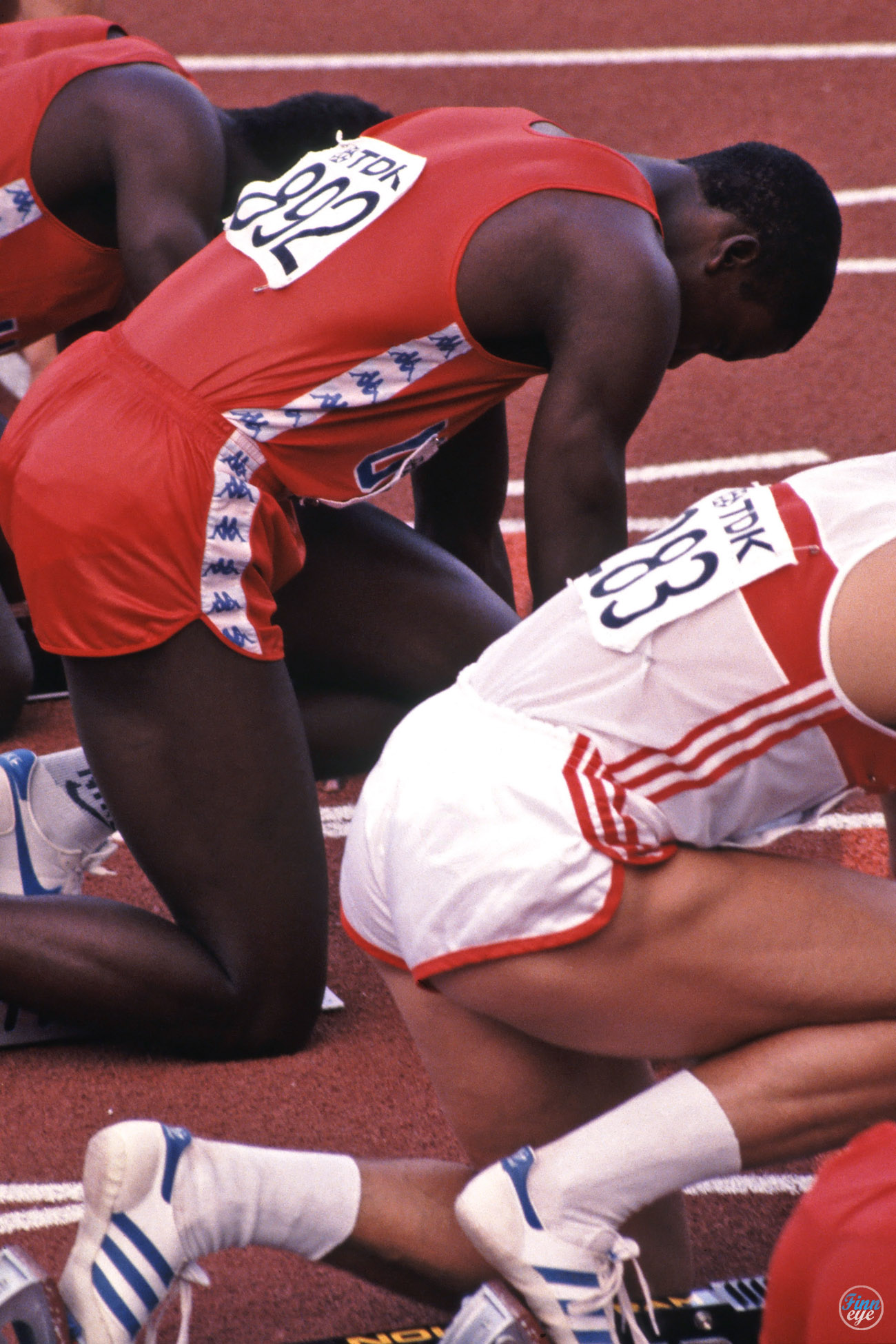
Lewis sui blocchi di partenza dei 100 m piani, ai Mondiali di

Dopo il 1988, il predominio di Lewis nello sprint iniziò a svanire, anche se le sue prestazioni nel salto in lungo rimasero eccellenti. Trovò comunque un degno sfidante ai Mondiali di Tokyo 1991, quando il connazionale Mike Powell vinse un emozionante duello nel quale il leggendario record mondiale di Bob Beamon, che resisteva dal 1968, venne finalmente infranto. Powell arrivò primo con 8,95 m, mentre Lewis si fermò comunque a un eccellente 8,91 m, seppur ventoso, inframmezzato da una serie di salti superiori agli 8,80 m.
Nei 100 m piani il favorito era Leroy Burrell, neo-primatista mondiale della specialità con 9"90 ma Carl Lewis, con una notevole progressione negli ultimi 30 metri, conquistò l'ennesima medaglia d'oro, segnando anche il nuovo record mondiale con il tempo di 9"86. La gara registrò una serie di tempi notevoli, come il 9"88 dello stesso Burrell, il 9"91 dell'altro statunitense Dennis Mitchell e il 9"92 del britannico Linford Christie; anche il quinto e sesto classificato, rispettivamente Frank Fredericks e Ray Stewart scesero sotto i 10 secondi, con 9"95 e 9"96. Tutti i primi sei classificati realizzarono la loro migliore prestazione, che fu anche, a seconda dei casi, record nazionale o continentale.
Sempre a Tokyo, Lewis ottenne l'oro anche nella 4×100 m con una staffetta composta per 3/4 dai componenti del podio dei 100 m piani, facendo registrare anche il nuovo record mondiale con il tempo di 37"50.
Ai Giochi olimpici di Barcellona 1992 si registrò un nuovo duello nel salto in lungo tra Carl Lewis e Mike Powell, ma questa volta a vincere fu Lewis per soli 3 cm, 8,67 m contro 8,64 m. Per Lewis la vittoria rappresentò il terzo titolo olimpico consecutivo nel salto in lungo.
Non partecipò alle gare dei 100 e 200 m piani, avendo fallito la qualificazione durante i trials, ma venne comunque selezionato per far parte della staffetta 4×100 m che vinse l'oro, correndo l'ultima frazione e stabilendo nuovamente il record mondiale in 37"40.
Negli anni seguenti Lewis non ottenne nessun titolo importante, classificandosi ai Mondiali di Stoccarda 1993 solamente terzo nei 200 m piani e quarto nei 100 m piani.

### 1996: il quarto titolo olimpico nel lungo

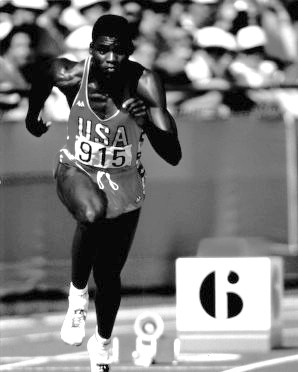
Carl Lewis durante i Giochi olimpici di

Nel 1996, a 35 anni, fece ritorno nel salto in lungo, preparandosi per la sua quarta olimpiade consecutiva. Lewis vinse agevolmente, divenendo il terzo atleta capace di vincere quattro titoli olimpici consecutivi in una disciplina individuale dopo Al Oerter nel lancio del disco (1956-1968) e Paul Elvstrøm nella vela; tuttavia Lewis e Oerter sono gli unici due ad aver vinto nella stessa specialità, mentre Elvstrøm vinse in due diverse competizioni.
Dopo i Giochi di Atlanta 1996 annunciò l'intenzione di ritirarsi, ma non immediatamente, bensì dopo un'ulteriore stagione che in pratica fu una lunga passerella.

### Questione doping
Nel 2003 il dottore Wade Exum, direttore del controllo anti-doping del Comitato Olimpico degli Stati Uniti, ha rivelato e poi documentato con 30 000 pagine di documenti i casi di positività degli atleti statunitensi (oltre 100), coperti dal comitato olimpico americano; tra questi oltre a Carl Lewis (positivo per efedrina, pseudoefedrina e fenilpropanolamina nel 1988), Joe DeLoach, André Phillips, Mary Joe Fernández e Alexi Lalas.
In un'intervista al quotidiano Orange County Register lo stesso Lewis ha ammesso di essere risultato positivo per tre volte, ma che gli stimolanti erano stati assunti involontariamente poiché contenuti in prodotti che aveva acquistato in erboristeria.
In un'intervista del 2008 a Sports Illustrated, Lewis ha affermato di avere dei dubbi di doping sul campione olimpico e primatista mondiale Usain Bolt, dovuti al fatto che è passato da 10"03 a 9"69 a distanza di solo un anno, che la Giamaica non ha un programma antidoping come gli Stati Uniti, ma anche che tra gli atleti che sono scesi sotto i 9"80 tre sono stati trovati positivi e uno è rimasto fuori per un anno. Lewis afferma inoltre di non aver apprezzato il paragone fatto dal presidente della IAAF Lamine Diack, che ha detto di aver preferito i tre ori con record a Pechino 2008 di Bolt che i quattro di Lewis a Los Angeles 1984, sostenendo che non si deve dare troppa importanza ai record ma ai meriti.

### Carriera extra-sportiva e vita privata

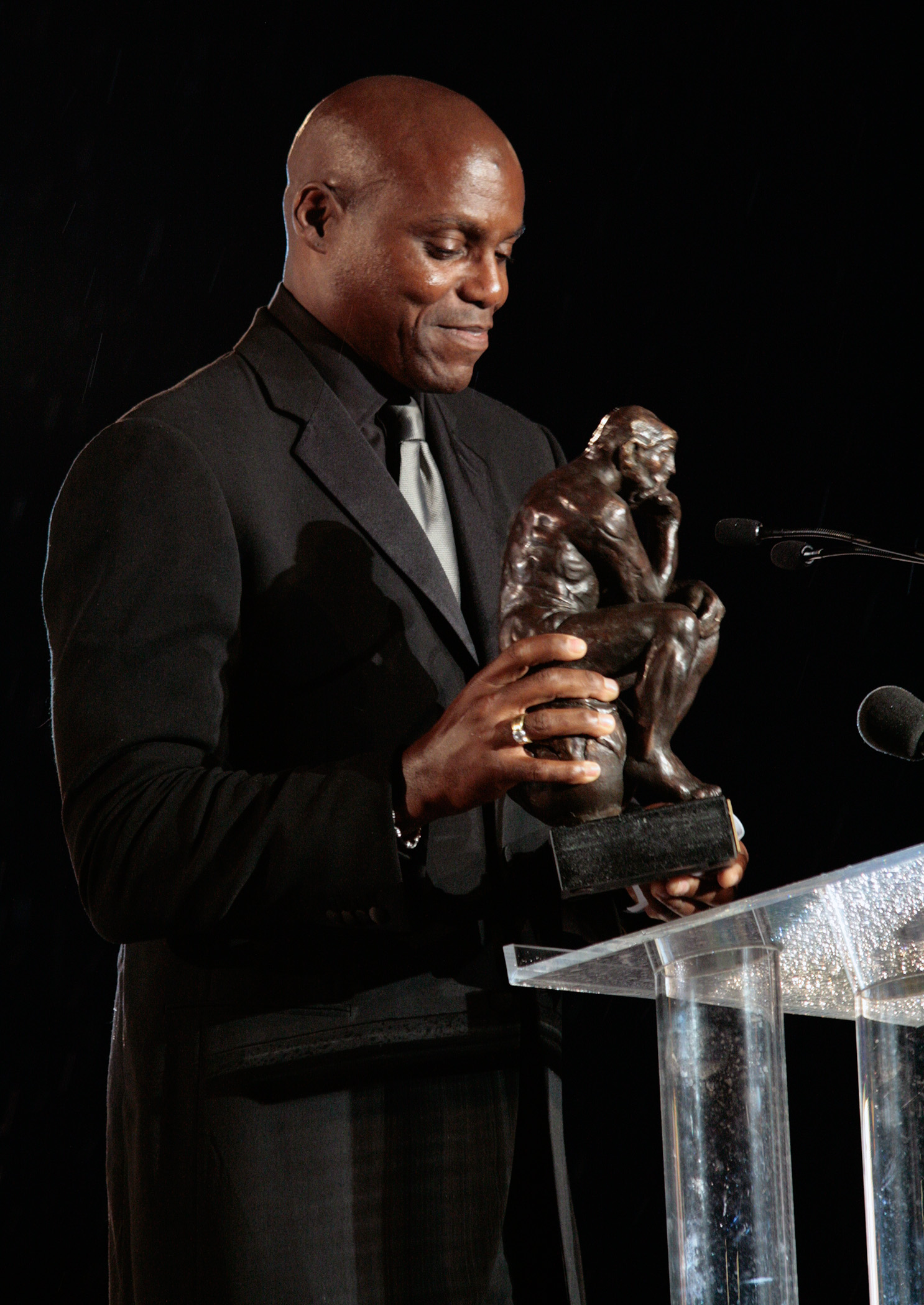
Carl Lewis durante i Save the World Awards 2009

Nel 1987 Carl Lewis incise un singolo musicale intitolato Break It Up con il suo gruppo Carl Lewis and the Electric Storm.
Nel 1990, durante la sua attività agonistica, per motivi etici e religiosi divenne vegano, e al riguardo dichiarò:
(Carl Lewis)
Il 16 ottobre 2009 è stato nominato Ambasciatore di buona volontà dell'Organizzazione delle Nazioni Unite per l'alimentazione e l'agricoltura (FAO).
Dagli inizi degli anni duemiladieci è testimonial della celebre azienda sportiva Nike.
Nel 2010 è stato ospite per una sera al programma della TV italiana Ballando con le stelle e ha danzato in coppia con la ballerina professionista Nancy Berti.
L'11 aprile 2011 ha annunciato la sua intenzione di candidarsi per i democratici a un seggio del Senato del New Jersey, dove ha studiato e mosso i primi passi da atleta.

## Record mondiali

### Seniores
- Salto in lungo indoor: 8,79 m ( New York, 27 gennaio 1984)

Durante la propria carriera Carl Lewis ha detenuto anche i seguenti record mondiali:
- 100 metri piani: 9"86 ( Tokyo, 25 agosto 1991) (Record detenuto fino al 6 luglio 1994)
- Staffetta 4×100 metri: 37"40 ( Barcellona, 8 agosto 1992) (Record detenuto fino al 22 agosto 2008)

Ha fatto inoltre registrare la punta di velocità più alta con 43,373 km/h, poi battuto da Usain Bolt che nella finale dei 100 m ai Mondiali di Berlino 2009 ha raggiunto la velocità di punta di 44,72 km/h.

## Palmarès

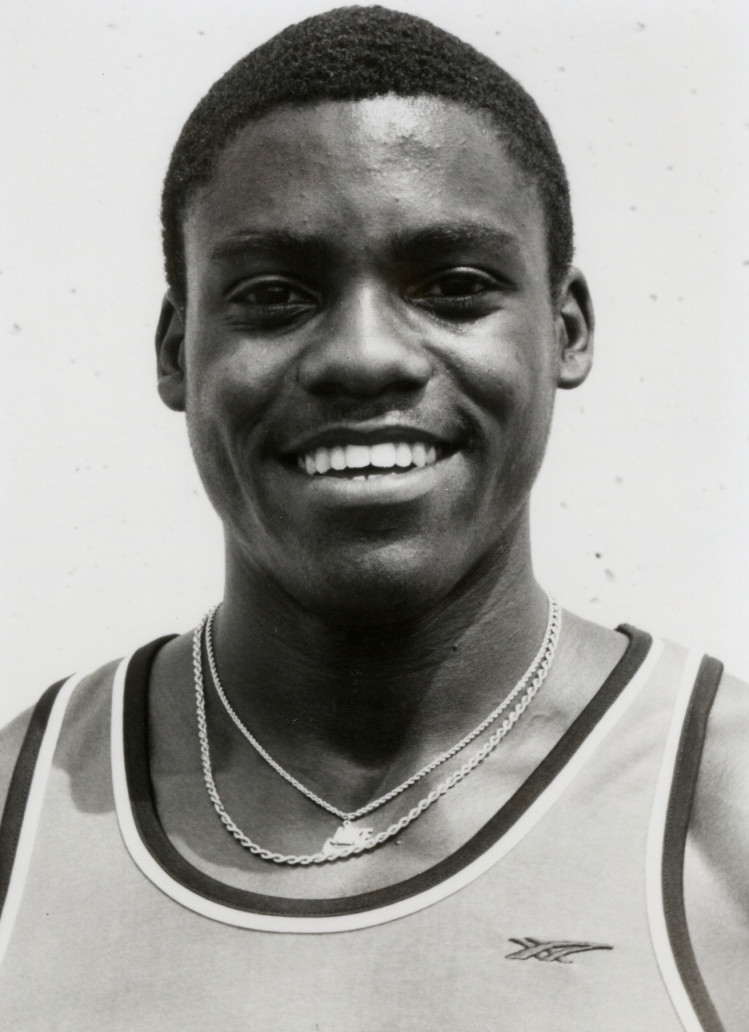
Un primo piano di Carl Lewis

| Anno | Manifestazione      | Sede         | Evento         | Risultato | Prestazione | Note            |
| ---- | ------------------- | ------------ | -------------- | --------- | ----------- | --------------- |
| 1979 | Giochi panamericani | San Juan     | Salto in lungo | Bronzo    | 8,13 m      |                 |
| 1983 | Mondiali            | Helsinki     | 100 m piani    | Oro       | 10"07       |                 |
| 1983 | Mondiali            | Helsinki     | Salto in lungo | Oro       | 8,55 m      |                 |
| 1983 | Mondiali            | Helsinki     | 4×100 m        | Oro       | 37"86       | Record mondiale |
| 1984 | Giochi olimpici     | Los Angeles  | 100 m piani    | Oro       | 9"99        |                 |
| 1984 | Giochi olimpici     | Los Angeles  | 200 m piani    | Oro       | 19"80       | Record olimpico |
| 1984 | Giochi olimpici     | Los Angeles  | Salto in lungo | Oro       | 8,54 m      |                 |
| 1984 | Giochi olimpici     | Los Angeles  | 4×100 m        | Oro       | 37"83       | Record mondiale |
| 1987 | Giochi panamericani | Indianapolis | Salto in lungo | Oro       | 8,75 m      |                 |
| 1987 | Giochi panamericani | Indianapolis | 4×100 m        | Oro       | 38"41       |                 |
| 1987 | Mondiali            | Roma         | 100 m piani    | Oro       | 9"93        |                 |
| 1987 | Mondiali            | Roma         | Salto in lungo | Oro       | 8,67 m      |                 |
| 1987 | Mondiali            | Roma         | 4×100 m        | Oro       | 37"90       |                 |
| 1988 | Giochi olimpici     | Seul         | 100 m piani    | Oro       | 9"92        | Record mondiale |
| 1988 | Giochi olimpici     | Seul         | 200 m piani    | Argento   | 19"79       |                 |
| 1988 | Giochi olimpici     | Seul         | Salto in lungo | Oro       | 8,72 m      |                 |
| 1991 | Mondiali            | Tokyo        | 100 m piani    | Oro       | 9"86        | Record mondiale |
| 1991 | Mondiali            | Tokyo        | Salto in lungo | Argento   | 8,91 m      | w               |
| 1991 | Mondiali            | Tokyo        | 4×100 m        | Oro       | 37"50       | Record mondiale |
| 1992 | Giochi olimpici     | Barcellona   | Salto in lungo | Oro       | 8,67 m      |                 |
| 1992 | Giochi olimpici     | Barcellona   | 4×100 m        | Oro       | 37"40       | Record mondiale |
| 1993 | Mondiali            | Stoccarda    | 100 m piani    | 4º        | 10"02       |                 |
| 1993 | Mondiali            | Stoccarda    | 200 m piani    | Bronzo    | 19"99       |                 |
| 1996 | Giochi olimpici     | Atlanta      | Salto in lungo | Oro       | 8,50 m      |                 |

## Altre competizioni internazionali
1988
- Oro al Weltklasse Zürich ( Zurigo), 100 m piani - 9"93

## Riconoscimenti
- Atleta mondiale dell'anno (1988, 1991)
- Atleta maschile dell'anno dell'Associated Press (1983, 1984)
- Sportivo mondiale dell'anno de La Gazzetta dello Sport (1983, 1984, 1988, 1991)

## Discografia

### Album
- 1985 – Idaten (pubblicato solo in Giappone come Carl Lewis & Electric Storm)
- 1987 – Modern Man

### Singoli
- 1984 – Goin' for the Gold
- 1985 – He's a Star (pubblicato solo in Giappone come Carl Lewis & Electric Storm)
- 1986 – Love Will Do (pubblicato solo in Giappone)
- 1986 – Break It Up
- 1988 – In the Dark (pubblicato solo in Scandinavia)
- 1988 – Lovers Don't Talk (pubblicato solo in Scandinavia)